# Joodse gemeenschap in Roermond

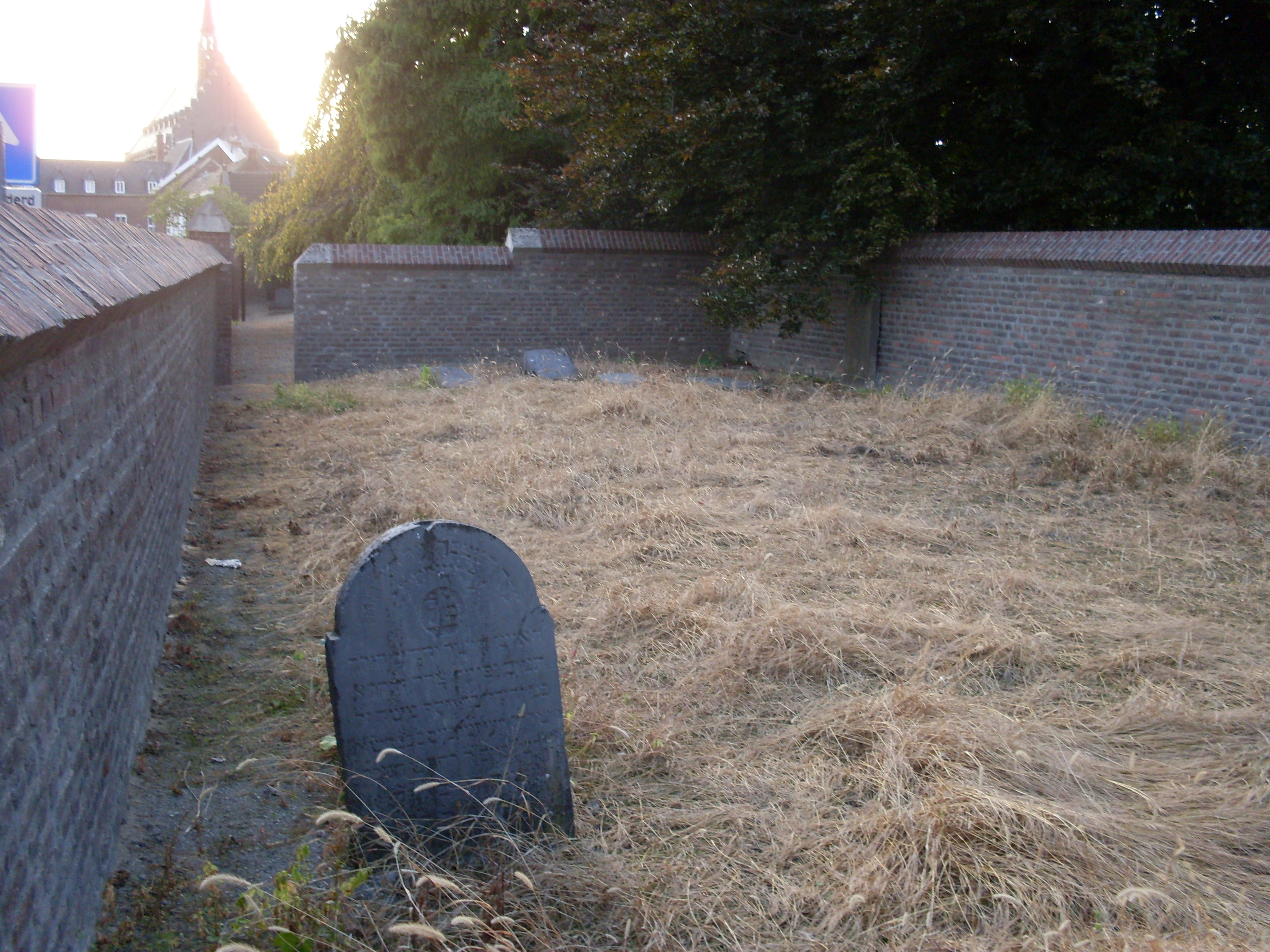
De Oude Joodse begraafplaats, het oudste deel van Begraafplaats Nabij de Kapel in 't Zand

De Joodse gemeenschap van Roermond bestaat uit de joden die in Roermond woonachtig en actief waren.

## Geschiedenis
Archiefstukken maken melding van joodse inwoners van 1275-1443. Hiermee is Roermond een van de oudste plaatsen in het tegenwoordige Nederland waar een joodse gemeenschap bestond.
Hierna wordt weer melding van twee joodse gezinnen gemaakt omstreeks 1550. Ze dienden op last van het Hof van Gelre te worden uitgewezen, maar het stadsbestuur dacht daar anders over en de joodse gezinnen konden blijven. In 1556 moesten ze uiteindelijk alsnog vertrekken op last van de Spaanse koning Filips II. Ze wijken uit naar de nabijgelegen dorpen Maasniel en Thorn waar het gezag van de Spaanse koning niet gold.
Begin 19e eeuw kwamen opnieuw joden naar Roermond. In 1821 was Roermond onderdeel van de bijkerk Sittard, in 1828 werd Roermond een zelfstandige bijkerk en in 1850 een ringsynagoge.
Diensten werden vanaf 1822 in een gehuurde kamer gehouden, en in 1850 werd een huis gekocht met een stuk grond waar een synagoge kon worden gebouwd. Deze kwam in 1853 gereed. Vermoedelijk was de eerste Roermondse joodse begraafplaats nabij 'buiten op' , net buiten de stadsmuren. Vermoedelijk werd tussen 1824 en 1843 een joodse begraafplaats in Roermond in gebruik genomen binnen de muren van wat nu 'het oude kerkhof' nabij de Kapel in 't Zand wordt genoemd.
Vanaf het laatste kwart van de 19e eeuw nam het aantal joden af, maar in de jaren '30 van de 20e eeuw kwamen er veel vluchtelingen uit nazi-Duitsland naar Roermond. Doch toen Roermond werd bezet door de nazi's werden velen gedeporteerd en 133 van hen kwamen om. Wel verbleven veel joodse onderduikers in de omgeving van Roermond. De synagoge werd vanaf 1942 door de nazi's als paardenstal gebruikt en werd, vlak voordat de oorlog was afgelopen, bij een geallieerd bombardement op het nabij gelegen station van Roermond verwoest.
Na de bevrijding werd in 1953 een nieuwe synagoge op de plaats van de oude gebouwd. Het aantal leden van de joodse gemeente slonk in de 25 navolgende jaren tot minder dan 20. en In 1986 fuseerde de Roermondse joodse gemeente met die van Heerlen, Maastricht en Venlo tot de Nederlands-Israëlietische Hoofdsynagoge Limburg.
In de Roermondse synagoge werd in bruikleen overgedragen aan de stichting Rura die het gebouw openstelt voor rondleidingen. Een gedeelte van de oude inventaris is nog aanwezig, alsmede een aantal privé bezittingen die er zijn tentoongesteld
In 2007 werd een monument ter herdenking van de 133 door de nazi's omgebrachte joden onthuld, dat zich bevindt op de binnenplaats van de synagoge.